# Gosei 1997
Il Gosei 1997 è stata la ventiduesima edizione del torneo goistico giapponese Gosei. 

## Svolgimento
- W indica vittoria col bianco
- B indica vittoria col nero
- X indica la sconfitta
- +R indica che la partita si è conclusa per abbandono
- +N indica lo scarto dei punti a fine partita
- +F indica la vittoria per forfeit
- +T indica la vittoria per timeout
- +? indica una vittoria con scarto sconosciuto
- V indica una vittoria in cui non si conosce scarto e colore del giocatore

### Fase preliminare
La fase preliminare serve a determinare chi accede al torneo per la selezione dello sfidante. Consiste in un torneo preliminare, i cui vincitori sono qualificati al torneo per la determinazione dello sfidante.

### Determinazione dello sfidante
|  | Primo turno        | Primo turno |  |  | Secondo turno    | Secondo turno |                 |                | Terzo turno | Terzo turno |  |  | Semifinale | Semifinale |  |  | Finale | Finale |
|  |                    |             |  |  |                  |               |                 |                |             |             |  |  |            |            |  |  |        |        |
|  | Yujiro Hashimoto   |             |  |  |                  |               |                 |                |             |             |  |  |            |            |  |  |        |        |
|  | Kōichi Kobayashi   | B+R         |  |  | Kōichi Kobayashi |               |                 |                |             |             |  |  |            |            |  |  |        |        |
|  | Satoshi Kataoka    |             |  |  | Kunihisa Honda   | B+1,5         |                 |                |             |             |  |  |            |            |  |  |        |        |
|  | Kunihisa Honda     | B+1,5       |  |  |                  |               |                 | Kunihisa Honda |             |             |  |  |            |            |  |  |        |        |
|  | Yoshio Ishida      |             |  |  | Ō Rissei         | B+R           |                 |                |             |             |  |  |            |            |  |  |        |        |
|  | Cho Chikun         | B+0,5       |  |  | Cho Chikun       |               |                 |                |             |             |  |  |            |            |  |  |        |        |
|  | Ryuzo Sakaguchi    |             |  |  | Ō Rissei         | W+3,5         |                 |                |             |             |  |  |            |            |  |  |        |        |
|  | Ō Rissei           | B+R         |  |  |                  |               |                 | Ō Rissei       |             |             |  |  |            |            |  |  |        |        |
|  | Takaho Kojima      |             |  |  | Masao Katō       | B+R           |                 |                |             |             |  |  |            |            |  |  |        |        |
|  | Koichi Oya         | B+R         |  |  | Koichi Oya       |               |                 |                |             |             |  |  |            |            |  |  |        |        |
|  | Naoki Moriyama     |             |  |  | Tatsuaki Iwata   | W+R           |                 |                |             |             |  |  |            |            |  |  |        |        |
|  | Tatsuaki Iwata     | W+R         |  |  |                  |               | Tatsuaki Iwata  |                |             |             |  |  |            |            |  |  |        |        |
|  | Yoshitaka Ushikubo |             |  |  | Masao Katō       | W+R           |                 |                |             |             |  |  |            |            |  |  |        |        |
|  | Hideo Otake        | W+R         |  |  | Hideo Otake      |               |                 |                |             |             |  |  |            |            |  |  |        |        |
|  | Shuji Takahara     |             |  |  | Masao Katō       | B+1,5         |                 |                |             |             |  |  |            |            |  |  |        |        |
|  | Masao Katō         | B+R         |  |  |                  |               |                 | Masao Katō     |             |             |  |  |            |            |  |  |        |        |
|  | Naoto Hikosaka     |             |  |  | Satoshi Yuki     | W+R           |                 |                |             |             |  |  |            |            |  |  |        |        |
|  | Ō Meien            | B+1,5       |  |  | Ō Meien          |               |                 |                |             |             |  |  |            |            |  |  |        |        |
|  | Takeshi Aragaki    |             |  |  | Shuzo Awaji      | W+2,5         |                 |                |             |             |  |  |            |            |  |  |        |        |
|  | Shuzo Awaji        | W+5,5       |  |  |                  |               | Shuzo Awaji     |                |             |             |  |  |            |            |  |  |        |        |
|  | Takashi Kono       |             |  |  | Shungo Goto      | V             |                 |                |             |             |  |  |            |            |  |  |        |        |
|  | Ryu Shikun         | W+10,5      |  |  | Ryu Shikun       |               |                 |                |             |             |  |  |            |            |  |  |        |        |
|  | Hideyuki Fujisawa  |             |  |  | Shungo Goto      | W+1,5         |                 |                |             |             |  |  |            |            |  |  |        |        |
|  | Shungo Goto        | B+0,5       |  |  |                  |               | Shungo Goto     |                |             |             |  |  |            |            |  |  |        |        |
|  |                    |             |  |  | Satoshi Yuki     | B+1,5         |                 |                |             |             |  |  |            |            |  |  |        |        |
|  |                    |             |  |  | Satoru Kobayashi |               |                 |                |             |             |  |  |            |            |  |  |        |        |
|  | Rin Kaiho          |             |  |  | Masaki Takemiya  | W+0,5         |                 |                |             |             |  |  |            |            |  |  |        |        |
|  | Masaki Takemiya    | W+5,5       |  |  |                  |               | Masaki Takemiya |                |             |             |  |  |            |            |  |  |        |        |
|  | Masataka Saijo     |             |  |  | Satoshi Yuki     | W+7,5         |                 |                |             |             |  |  |            |            |  |  |        |        |
|  | Naoki Yata         | B+8,5       |  |  | Naoki Yata       |               |                 |                |             |             |  |  |            |            |  |  |        |        |
|  | Yusaku Ogaki       |             |  |  | Satoshi Yuki     | B+R           |                 |                |             |             |  |  |            |            |  |  |        |        |
|  | Satoshi Yuki       | W+R         |  |  |                  |               |                 |                |             |             |  |  |            |            |  |  |        |        |

### Finale
La finale è una sfida al meglio delle cinque partite, il detentore Norimoto Yoda ha affrontato lo sfidante scelto tramite il processo di qualificazione.